# Heterogaster radobojanus
Heterogaster radobojana
Espèce
Heterogaster radobojanus est une espèce fossile de punaises de la famille des Heterogastridae, dans le genre Heterogaster.

## Classification
L'espèce Heterogaster radobojanus est décrite en 1853 par le naturaliste suisse Oswald Heer (1809-1883),. 

### Citations
L'espèce Heterogaster radobojanus est citée en 1937 par Nicolas Théobald qui rajoute une collection,.

### Fossiles
L'holotype de l'ère Miocène et de l'époque Sarmatien (12.7 à 11,608 Ma) vient de la collection Grätz et de la localité de Radoboj en Croatie, et décrit par Franz Unger en 1841,.
Il y a aussi une collection de Kleinkembs en région du Bade-Wurtemberg en Allemagne décrites en 1937 par le paléontologue français Nicolas Théobald (1903-1981), et une collection de Brunstatt dans le département du Bas-Rhin en France décrite en 1891 par Bruno Förster.

### Famille
En 1937, cette espèce a été classée dans la famille des Lygaeidae.
Les Heterogastrinae seront élevés au rang de famille à part entière, les Heterogastridae, en 1997 par l'entomologiste américain Thomas J. Henry (d).

### Étymologie
L'épithète spécifique radobojanus signifie en latin « le vieux Radoboj ».

## Description

### Caractères
La diagnose de Nicolas Théobald en 1937, : 

« Holotype : R947. Coll. Mieg de Kleinkembs.
Insecte noirâtre, au corps oblong, assez mal conservé. Tête triangulaire, yeux manquent, leur emplacement est marqué par des trous arrondis placès dans les angles postérieurs de la tête. Pronotum subquadrangulaire, sommets antérieurs arondis; coins postérieurs en angle droit. thorax légèrement contracté à l'arrière. Abdomen ovale, formé de six segments à bords presque rectilignes, sauf pour le quatrième dont le côté postérieur est fortement concave. Pattes manquent, sauf la cuisse II droite qui est cylindrique. thorax orné de ponctuations noires espacées. ».

### Dimensions
La longueur totale est de 4,75 mm.

### Affinités
« L'échantillon R947 est identique à l'original de Brunnstatt ayant servi à Förster pour établir l'espèce Lygaeus gracilentus (Coll. Serv. Carte Géol. Al. Lorr.). mais nous n'avons pu y observer l'arête médiane abdominale signalée par cet auteur. Nous rapprochons cet insecte de H. radobojanus que Heer a décrit de Radoboj. Ce dernier montre le troisième segment abdominal fortement concave vers l'arrière. Dans notre échantillon on observe cette courbure sur le quatrième segement. De plus l'exemplaire de Heer est d'une taille un peu plus grande. mais les deux formes concordent par ailleurs. Si elles ne sont pas identiques, elles sont du moins très voisines.
Un autre échantillon R1014 du même gisement. Gisement : Kleinkembs, Brunnstatt. ».

## Galerie
- Quelques espèces vivantes du genre Heterogaster.
- Heterogaster affinis, Italie.
- Heterogaster artemisiae, France.
- Heterogaster behrensii, Californie.
- Heterogaster canariensis, île de La Palma, Canaries
- Heterogaster cathariae, Albanie
- Heterogaster urticae, Italie.
- Accouplements d'H. urticae sur ortie.

### Publication originale
- [1853] Oswald Heer, Die Insektenfauna der Tertiärgebilde von Oeningen und von Radoboj in Croatien, vol. Dritte Theil, 1853, 1-138 p.